# 835
| [ Edytuj tabelę ]          |                                              |
| Król Anglii                | - 825 Egbert 839                             |
| Hrabia Aragonii            | - 809 Aznar I 839                            |
| Król Asturii               | - 791 Alfons II 842                          |
| Hrabia Barcelony           | - 832 Berenguer 835                          |
| Cesarz Bizancjum           | - 829 Teofil 842                             |
| Chan Bułgarii              | - 831 Małamir 836                            |
| Cesarz Chin                | - 826 Tang Wenzong 840                       |
| Król Franków wschodnich    | - 814 Ludwik I Pobożny 840                   |
| Cesarz Japonii             | - 833 Ninmyō 850                             |
| Kalif                      | - 833 Al-Mutasim 842                         |
| Król Khmerów               | - 802 Dżajawarman II 850                     |
| Patriarcha Konstantynopola | - 821 Antoni I Kassimates 836                |
| Król Mercji                | - 830 Wiglaf 840                             |
| Król Nawarry               | - 824 Inigo Arista 851                       |
| Król Nortumbrii            | - 808 Eanred 840                             |
| Książę Obodrzyców          | - 826 Gostomysł 844                          |
| Papież                     | - 827 Grzegorz IV 844                        |
| Cesarz rzymski             | - 814 Ludwik I Pobożny 840 - 817 Lotar I 855 |
| Doża Wenecji               | - 829 Giovanni I Partecipazio 837            |
| Książę wielkomorawski      | - 820 Mojmir I 846                           |

Rok 835 / DCCCXXXV
stulecia: VIII wiek ~
IX wiek ~
X wiek

lata: 825 «
830 «
831 «
832 «
833 «
834 «
835
» 836
» 837
» 838
» 839
» 840
» 845

## Wydarzenia
- Europa
  - 20 sierpnia – nierozstrzygnięta bitwa pod Ile de Noirmoutier pomiędzy Frankami dowodzonymi przez hr. Rainalda a wikingami[1]
  - przypuszczalny początek panowania duńskiego władcy Ragnara Lodbroka
  - duńskie najazdy na Anglię i osiedlenie się w jej wschodniej części
  - papież Grzegorz IV zwrócił się do cesarza Ludwika Pobożnego o wprowadzenie obowiązkowych obchodów uroczystości sollemnitas sanctissima 1 listopada w całym cesarstwie

## Urodzili się
- Longya Judun – chiński mistrz chan ze szkoły caodong (zm. 923)
- Xuansha Shibei – chiński mistrz chan (zm. 908)

## Zmarli
- Daowu Yuanzhi – chiński mistrz chan (ur. 769)
- Nanquan Puyuan – chiński mistrz chan (ur. 748)
- Lu Tong, chiński poeta (ur. 790)